# Titularbistum Falerii
Falerii (ital.: Faleri) ist ein Titularbistum der römisch-katholischen Kirche. 
Es geht zurück auf einen antiken Bischofssitz in der Stadt Falerii, die sich in der italienischen Region Latium befand.
| Titularbischöfe von Falerii |                                                   |                                            |                 |                 |
| Nr.                         | Name                                              | Amt                                        | von             | bis             |
| 1                           | Orazio Semeraro Titularerzbischof pro hac vice    | Koadjutorerzbischof von Brindisi (Italien) | 30. April 1967  | 23. August 1991 |
| 2                           | Adriano Bernardini Titularerzbischof pro hac vice | Apostolischer Nuntius                      | 20. August 1992 |                 |